# كابوس (فلم 1989)
كابوس هو فيلمٌ مصريٌ أُنتج عام 1989.

## قصة الفيلم
تعاني ميرفت (يسرا) من كابوسٍ يومي يدور حول سجنها في أحد القصور المهجورة. يقرر خطيبها يحيى (أحمد عبد العزيز) مساعدتها. تتعرف على مكان القصر الذي يظهر في الحلم، وتكتشف أنه ملكٌ لأحد أعمامها، وهو زعيم عصابة كوّن ثروته من التهريب وتجارة السلاح.

## وصلات خارجية
- مقالات تستعمل روابط فنية بلا صلة مع ويكي بيانات
- كابوس على الدهليز
- كابوس على كاروهات